# برای شرف (فیلم)
برای شرف (ارمنی: Պատվի համար پاتوی هامار) یک فیلم ملودرام است محصول سال ۱۹۵۶، به کارگردانی آرتاشس های-آرتیان و نویسندگی ال. قاراگیوزیان این فیلم بر اساس درامی به همین نوشته آلکساندر شیروانزاده تهیه شده‌است.

## بازیگران
- هراچیا نرسیسیان - در نقش الیزباروف
- آوت آوتیسیان - در نقش ساغاتل
- واردوهی واردرسیان - در نقش مارگاریت
- آرتیوم کاراپتیان - در نقش باگرات
- کارپ خاچوانیان - در نقش سورن
- پیش‌نویس:خاچیک نازارتیان - در نقش اُتاریان
- گورگن گابریلیان - در نقش Կարինյան
- ام. تبیللی - در نقش رُزالیا
- آمالیا آرازیان - در نقش  یرانوهی
- پیش‌نویس:وارتوهی شاهسوواریان - در نقش ورگینه
- جی. سوبرونوفا - در نقش مادموازل اُرلی
- فرونزیک مکرتچیان
- آرمن خوستیکیان